# João Maurício Adeodato
João Maurício Leitão Adeodato (* 12. März 1956 in Belo Horizonte) ist ein brasilianischer Jurist und Rechtsphilosoph. Er war einer der Hauptverantwortlichen für die Konsolidierung des Postgraduiertenstudiums der Rechtswissenschaften in Brasilien. Er war an verschiedenen brasilianischen Universitäten tätig und zeichnete sich durch seine Arbeit bei der CNPq und der Nationalen Kommission für juristische Ausbildung der OAB aus. In seiner Arbeit als Philosoph führte er in den 1980er Jahren die erste kritische Analyse des Werks von Hannah Arendt in Brasilien durch und leistete außerdem Pionierarbeit bei der Annahme einer rhetorischen Theorie des Rechts.
In der Geschichte der Rechtsphilosophie ist Adeodato der erste Brasilianer, der dem Exekutivkomitee des Weltkongresses der Internationalen Vereinigung für Rechts- und Sozialphilosophie (IVR) angehörte. In Anerkennung seiner internationalen Karriere erhielt er 2023 die Domingos Martins Commendation, die höchste Auszeichnung der Legislativversammlung des Bundesstaates Espírito Santo, sowie die Staatsbürgerschaft der Bundesstaaten Pernambuco und Piauí und der Stadt Olinda.

## Akademische und berufliche Biografie
Geboren in Belo Horizonte (Minas Gerais), zog er als Kind nach Pernambuco. Er schloss sein Studium am Colégio de Aplicação (der Bundesuniversität von Pernambuco) ab und begann dann ein Grundstudium an der juristischen Fakultät von Recife (UFPE). Im Jahr 1978 begann er seine Karriere als Rechtsanwalt in Pernambuco. Im darauffolgenden Jahr, 1979, begann er sein Masterstudium der Rechtswissenschaften an der USP mit einer Forschungsarbeit über die „Rechtsphilosophie von Nicolai Hartmann“ unter der Leitung von Miguel Reale.
1981 begann Adeodato seine Promotion in Rechtswissenschaften an der USP unter der Leitung von Tércio Sampaio Ferraz Jr. Diesmal begann er, das Denken von Hannah Arendt zu untersuchen und kritisch zu analysieren. Es war die erste kritische akademische Monografie zu diesem Thema, kurz nach der Veröffentlichung eines beschreibenden Buches über Hannah Arendt durch einen anderen USP-Professor, Celso Lafer, im Jahr 1979. Seine Promotion schloss er 1986 ab, als er etwa 30 Jahre alt war.
Bevor er seine Promotion an der USP abschloss, wurde Adeodato durch einen öffentlichen Wettbewerb als Assistenzprofessor an der juristischen Fakultät der Bundesuniversität Pernambuco (UFPE) angenommen und ernannt. Nach seiner Promotion im Jahr 1986 wurde er Adjunkt Professor an der Fakultät und wurde 1990 Ordinarius Professor durch einen neuen öffentlichen Wettbewerb. Seit Ende der 1980er Jahre unterrichtet Adeodato Rechtsphilosophie in den juristischen Aufbaustudiengängen der UFPE und in anderen brasilianischen Studiengängen, um die Aufbaustudien in diesem Bereich zu konsolidieren. Seit 1984 ist er in diesem Bereich als Forscher tätig.
Ab 1984 wurde er CNPq-Forscher und gründete die erste und am längsten bestehende Forschungsgruppe Brasiliens. Seit 1997 ist er CNPq-Forscher I-A. Seit 1988 hat er eine Reihe von Postdocs an deutschen Universitäten absolviert. Sein erstes Postdoc-Studium absolvierte er an der Universität Mainz, wo er mit rhetorischen Philosophen zusammentraf, die den Gedanken von Theodor Viehweg folgten. Weitere Studien führte er als Gastprofessor an den Universitäten Freiburg (1995), Heidelberg (2000, 2003, 2009, 2011), Hagen (2014–2015), Frankfurt (2018–2019) und Kiel (2023–2024) durch.
Während der zweiten Regierung Miguel Arraes war er außerdem Direktor der Rechtsabteilung des Bildungsministeriums des Bundesstaates Pernambuco und Koordinator der Rechtskurse an der Uninassau. Darüber hinaus war er wissenschaftlicher Koordinator der Postgraduiertenkurse an der Hochschule für Justiz in Pernambuco. Er leistete akademische und juristische Beratung bei der Entwicklung, Akkreditierung und Verbesserung Dutzender öffentlicher und privater juristischer Grund- und Aufbaustudiengänge im ganzen Land. Außerdem war er als Rechtsberater und Gutachter tätig.
Im Jahr 2011 wurde er Freidozent für Rechtsphilosophie an der Universität von São Paulo, nachdem er eine öffentliche Prüfung mit seiner Dissertation „Eine Theorie der Rechtsnormen und subjektiven Rechte in einer rhetorischen Philosophie der Rechtsdogmatik“ bestanden hatte.
Nach seiner Pensionierung an der UFPE setzte er seine Lehrtätigkeit und wissenschaftliche Arbeit an anderen Institutionen fort. Er ist ständiger Professor an der juristischen Fakultät von Vitória und an der Universität Nove de Julho, São Paulo, und Mitwirkender Professor an der Escola Paulista de Direito, sowie Kooperationsprofessor im LL.M.-Programm Rechtstheorie an der Universität Frankfurt.
Adeodato war Gastdozent an verschiedenen ausländischen Institutionen: Universitäten Göttingen (1991, 2000, 2015 und 2019), Freiburg im Breisgau (1995), Frankfurt am Main (1995, 2011 und 2015), Duquesne Pittsburgh (1999), Coimbra (2000), Pablo de Ollavide de Sevilla (2000), Augsburg (2000), Kiel (2000, 2018, 2023 und 2024), Lecce (2004), Nacional del Comahue de Bariloche (2006 und 2013), Patras, Griechenland (2006), de los Andes und Católica de Chile (2008), Bielefeld (2009), Frankfurt (1995, 2011, 2015 und 2019), Buenos Aires (2011), Lissabon (2012, 2014), Minho (2014), Salzburg (2012, 2014, 2015 und 2019) und das Instituto Tecnológico Autónomo de México (2012).

## Denken

### Juristisches Denken: Realistische Rhetorik des Rechts
Adeodatos realistische Rhetorik steht im Gegensatz zu den vorherrschenden Thesen der zeitgenössischen westlichen Kultur in Bezug auf Rhetorik und Recht. Er greift die Argumente der Sophisten, des Aristoteles und anderer späterer Denker wie des hellenistischen skeptischen Philosophen Sextus Empiricus auf, dessen Werke stets „gegen“ (adversus) betitelt sind: In Anlehnung an den Philosophen nennt er seine Hauptthesen „gegen die ontologischen Philosophen“, „gegen die aristotelischen Rhetoriker“ und „gegen die ontologischen Philosophen und die aristotelischen Rhetoriker“. Er argumentiert auch, dass die realistische Rhetorik des Rechts nicht die einzige ist.
Adeodato argumentiert, dass die Wirklichkeit durch die siegreiche Darstellung, die materielle Rhetorik, geschaffen, konstituiert und angepasst wird. Es handelt sich nicht um einen Konsens und auch nicht um eine ontologische Essenz. Es ist die menschliche Sprache, die in der Sprache selbst intersubjektiv gesteuert wird. Alles menschliche Denken und Wahrnehmen findet in und durch Sprache statt. Nichts entgeht der Rhetorik und „an die Rhetorik führt kein Recht vorbei“ (Ballweg). Empirische Daten sind nicht objektiv, was aber nicht bedeutet, dass die Wirklichkeit subjektiv ist, zumindest in dem Sinne, dass sie von jedem Einzelnen abhängt: Sie ist intersubjektiv, daher der Begriff der öffentlichen Kontrolle der Sprache. Aus diesem Grund bekämpft Adeodato auch den „Dezisionismus“ und andere Formen der autoritären Auferlegung von Rechtsentscheidungen.
Diese Auffassung von Rhetorik ist auch von Friedrich Nietzsche, Theodor Viehweg, Ottmar Ballweg und Katharina von Schlieffen (Sobota) inspiriert. Trotz dieser Einflüsse entwickelt Adeodato auch originelle Argumente.

### Politisches Denken: Radikale Demokratie
Im Jahr 2016, während des umstrittenen Amtsenthebungsverfahrens gegen die Präsidentin der Republik, Dilma Rousseff, bezog Adeodato in einem Interview mit Diário de Pernambuco Stellung: Obwohl er gegen ein Amtsenthebungsverfahren war, weil die Folgen nicht gut für das Land wären (Pragmatismus) [7], argumentierte er, dass das Verfahren von den zuständigen Behörden und nach einem ordnungsgemäßen Verfahren durchgeführt wurde. Daher könne man nicht von einem „Putsch“ sprechen und den Begriff banalisieren.

Adeodato setzte sich auch für die Zerschlagung der Macht ein und bezeichnete sich selbst als „Radikaldemokrat“. Im selben Interview erklärte sich Adeodato zum Parlamentarier und linken Demokraten und kritisierte Berufspolitiker und bestehende Parteien mit folgenden Worten:
„Man kann eine historische Erfahrung nicht verpflanzen. Ich bin für den Parlamentarismus, einen starken Kongress, eine starke Justiz, eine starke Staatsanwaltschaft, gerade um diese Debakel, die sich abspielen, gegenseitig zu überwachen. Was Brasilien braucht, ist Geduld mit der Demokratie, die sich immer weiterentwickeln muss, sie braucht Zeit. Ich schaudere, wenn ich sehe, wie Leute eine Rückkehr zum Autoritarismus fordern. Das zu wollen, ist ignorant und kurzsichtig. Es ist ein Graus. Wir brauchen eine Demokratie mit dekonzentrierter Macht. Ich bin für den Parlamentarismus, die Föderation, starke Staaten, starke Nachbarschaften, Nachbarschaftsvereinigungen, sogar Straßenvereinigungen. In Brasilien herrscht Chaos, weil die demokratischen Filter im Lande völlig falsch sind. Ich weiß, dass die Brasilianer nicht gerade die ehrlichsten Bürger sind. Aber ich würde sagen, dass die unehrlichen Brasilianer etwa 30 Prozent ausmachen, während die unehrlichen Mächtigen 95 Prozent ausmachen. Es stimmt also etwas nicht mit den demokratischen Filtern. Korruption ist ein ethisches Problem, aber wir vergessen, dass diese Machthaber auch in Sachen Management ungebildet sind. Warum hat der Politiker die Allee gebaut und jetzt ist sie voller Löcher? Er muss dafür bezahlen. Es muss aus seinem Privatvermögen kommen. Nehmen Sie ihm sein Haus am Strand weg, um für die Schlaglöcher zu bezahlen, die er dort verursacht hat“.

## Akademische Beratung und Ehrungen
Zu den verschiedenen nationalen Beratungsfunktionen in öffentlichen Einrichtungen und Ehrungen:
- Ad-hoc-Berater für CAPES für die Anerkennung von Postgraduiertenprogrammen (1990–1998), Auswahl von Forschern, Stipendien im In- und Ausland (seit 1990);
- Vertreterin des Bereichs Recht im Ausschuss für angewandte Sozialwissenschaften des CNPq (1992–1995 und 2000–2003);
- Vorsitzender desselben Ausschusses und Mitglied des CNPq-Verwaltungsrats (1994–1995);
- Ad-hoc-Berater für Dutzende von staatlichen Forschungsstiftungen (seit 1990);
- DAAD-Gutachter für den Bereich Recht (2003–2004);
- Mitglied des Kyoto-Preis-Komitees der Inamori-Stiftung (2016);
- Mitglied der Kommission für juristische Ausbildung des Bundesrates der Brasilianischen Anwaltskammer (1995–2000, 2005–2007, 2010–2015);
- Koordinatorin der Kommission für die Einführung grundlegender Themen in die nationalen Anwaltsprüfung (2011–2012);
- Mitglied des Exekutivausschusses der Internationalen Vereinigung für Rechts- und Sozialphilosophie (IVR) (2011–2015, 2016–2019);
- Ehrenmitglied des Nationalen Rates für Forschung und Postgraduiertenstudien in Rechtswissenschaften – CONPEDI (seit 2009);
- Titel eines Bürgers des Bundesstaates Pernambuco und der Stadt Olinda;
- Titel eines Bürgers des Bundesstaates Piauí;
- Domingos Martins Belobigung – Legislativversammlung des Bundesstaates Espírito Santo.
- Zahlreiche Commendatore-Titel von Gerichtshofen aus verschiedenen Bundesländer Brasiliens.

## Seine Werke
Mit mehr als zweihundert in Brasilien und im Ausland (Argentinien, China, Frankreich, Deutschland, den Niederlanden, Indien, Italien, Portugal, der Türkei, Spanien und den Vereinigten Staaten) veröffentlichten Werken über Rhetorik und Rechtsphilosophie gilt Adeodato als einer der führenden Rechtsphilosophen Brasiliens. Zu seinen Hauptwerken gehören:
- Einführung in das Studium des Rechts: Realistische Rhetorik, Argumentation und Eristik (Introdução ao Estudo do Direito: Retórica Realista, Argumentação e Erística). Rio de Janeiro: Forense, 2023.
- Philosophie des Rechts: eine Kritik der Wahrheit in Ethik und Wissenschaft (Filosofia do Direito: uma crítica à verdade na ética e na ciência) (1. Aufl.1996). 6. Aufl. São Paulo: Saraiva, 2019.
- Das Problem der Legitimität: auf den Spuren von Hannah Arendts Denken (O problema da legitimidade: no rastro do pensamento de Hannah Arendt) (1. Aufl.1989) . 2. Aufl. Belo Horizonte: D'Plácido, 2016.
- Eine rhetorische Theorie der juristischen Norm und des subjektiven Rechts (Uma teoria retórica da norma jurídica e do direito subjetivo) (1. Aufl. 2012). 2. Aufl. Sao Paulo: Noeses, 2014.
- Ethik und Rhetorik: Auf dem Weg zu einer Theorie der Rechtsdogmatik (Ética e retórica: para uma teoria da dogmática jurídica). (1. Aufl. 2005). 4. Aufl. São Paulo: Saraiva, 2009.
- Verfassungsrhetorik: zu Toleranz, Menschenrechten und anderen ethischen Grundlagen des positiven Rechts (A retórica constitucional: sobre tolerância, direitos humanos e outros fundamentos éticos do direito positive). (1. Aufl. 2009). São Paulo: Saraiva, 2010.